# Provincia di Pontevedra
Pontevedra è una provincia della comunità autonoma della Galizia, nella Spagna nord-occidentale. 

## Geografia
Confina con le province della Coruña a nord, di Lugo a nord-est e di Ourense a est, con il Portogallo (distretto di Viana do Castelo) a sud ed è bagnata dall'oceano Atlantico a ovest. La superficie è di 4.495 km², la popolazione nel 2013 era di 955.050 abitanti. Il capoluogo è Pontevedra, un altro centro importante è Vigo.

## Comarche
- Comarca del Baixo Miño
- Comarca di Caldas
- Comarca del Condado
- Comarca del Deza
- Comarca del Morrazo
- Comarca di Paradanta
- Comarca di Pontevedra
- Comarca del Salnés
- Comarca di Tabeirós - Terra de Montes
- Comarca di Vigo